# 다바라촌 (지바현)
다바라촌(田原村)은 지바현 아와군에 일찍이 존재했던던 촌이다. 현재의 가모가와시에 해당한다.

## 지리
현재의 가모가와시 지역을 가모가와시 성립 시 및 그 후 합병 시의 정촌에 따라 4개 지구로 구분할 경우, '가모가와 지구'의 일부에 위치하고 있다.가모가와시 지역을 정촌제 시행 당시의 정촌(옛 정촌)에 따라 12개 지구로 구분하는 경우는 '다와라 지구'로 하고, 현재의 오아자로는 반도·오시키리·이케다·쿄다·오타가쿠·타케히라·가와요·후쿠오·라이슈(来秀), 오사토(大里) 및 다와라니시(田原西)가 포함된다

## 역사
- 1889년 4월 1일 - 정촌제 시행에 의해 나가레군 다바라촌이 성립하였다.
- 1897년 4월 1일 - 나가레군이 폐지되어 아와군이 되었다.
- 1954년 7월 1일 - 가모가와 정, 사이죠 촌,도조 촌과 합병해 새로운 가모가와 정이 신설해, 동일 다바라촌은 폐지되었다.

## 교통
- 나가사카 가도
- 구루리카 가도

## 관련링크
- 千葉県安房郡田原村 (12B0020028) - 歴史的行政区域データセットβ版